# Huechuraba (comuna)
Huechuraba (del mapudungún: wechun raüwe ‘'lugar de greda en lo alto'’) es una comuna ubicada en la zona norte de la ciudad de Santiago, capital de Chile, siendo dividida en dos por los cerros Punta Mocha y La Región. Limita al oriente con Vitacura y Lo Barnechea, al poniente con Quilicura, al sur con Recoleta, y Conchalí, y al norte con Colina, particularmente los sectores de Chamisero y Chicureo.

## Historia
Este lugar ha tenido una larga ocupación humana desde hace miles de años.

### Chile prehispánico
La historia de Huechuraba está indisolublemente ligada al desarrollo del área norte de la ciudad de Santiago. Esta zona fue testigo primero de los incas que ocuparon el sitio por casi 100 años, y después de la llegada de los españoles en el siglo XVI, que entraron al valle que ocupa la ciudad de Santiago a través de los cordones de cerros que hoy son el límite norte de la comuna.
Los primeros habitantes de esta área geográfica fueron los Promaucaes, quienes llamaban Conchalí ("lugar de estiércol" en quechua) a todo este extenso valle.

### Conquista de Chile
En 1540, Pedro de Valdivia arribó, cruzando el valle de Huechuraba, al sitio donde actualmente se encuentra ubicada la ciudad de Santiago. En el primer límite norte que se tenga conocimiento de Santiago, figura el nombre de acequia de Huechuraba 
Pedro de Valdivia, dentro de la asignación de tierras que realizó, reservó para su uso las de Huechuraba, ubicadas en el costado norte del río y que tenían como su límite norte el cerro de Huechuraba (hoy día conocido como Cerro Blanco).
A través de los años, toda el área al norte del río Mapocho tuvo un importante desarrollo agrícola, cuyo propósito fue abastecer de ganado y hortalizas a la ciudad de Santiago. A mediados del siglo pasado, la ciudad comenzó un incipiente desarrollo industrial que tuvo lugar a lo largo del río Mapocho, próximo a la línea férrea que unía a Santiago con Valparaíso. Paulatinamente, al norte del río, comenzó un proceso de construcción de viviendas que motivó el crecimiento poblacional de Conchalí e Independencia, proceso que prácticamente nunca terminó y que en definitiva posibilitó el poblamiento de prácticamente toda la zona norte de Santiago.
Hasta la década de 1950, Huechuraba constituyó un territorio fuera del área urbana de la ciudad, cuya conexión con Santiago estaba asegurada a través de El Salto, Recoleta e Independencia, y el Camino de La Pirámide la comunicaba con las áreas semirrurales del oriente.
Entre 1967 y 1975, se produjeron dos tipos de crecimiento urbano: el primero, relacionado con los servicios e industria, entre los que se cuentan el Parque Industrial El Rosal y principalmente la Ciudad Empresarial, sector de oficinas, instituciones educacionales y núcleos residenciales; y el segundo, relacionado con viviendas en la ensenada de El Carmen. En este período se reconoce un gran crecimiento en el sector poniente de la comuna, principalmente de núcleos residenciales y condominios para grupos socioeconómicos de altos ingresos. Con todas estas acciones, se fue consolidando la estructura actual de Huechuraba que, sin embargo, todavía cuenta con amplias extensiones urbanizables.

### SiglosXIXyXX
En 1862, bajo el gobierno de José Joaquín Pérez, se publicó el Decreto Supremo que estableció la primera división política de la ciudad de Santiago, creándose treinta subdelegaciones, que a su vez se dividían en 158 distritos. Una de las subdelegaciones, la vigésima séptima, se llamó Huechuraba.
Francisco Solano Asta-Buruaga y Cienfuegos escribió en 1867 en su Diccionario Geográfico de la República de Chile: 315  sobre el lugar:

Huechurava.-—Caserio del departamento de Santiago situado al N. de su capital y próximo á San Ignacio y cerro de Pan de Azúcar del mismo departamento. Hay en su inmediación un fundo de su nombre, al través del cual pasa por unos terrenos bajos el camino que de Colina sigue al N. á la cuesta de Chacabuco. El nombre es corrupción de huechun y de ragh, y significa greda del extremo.

El geógrafo Luis Risopatrón lo describe como un ‘lugarejo’ en su libro Diccionario Jeográfico de Chile en el año 1924:: 404 

Huechuraba (Lugarejo) 33° 22’ 70° 41'. De corto caserío, se encuentra hácia el NW de la ciudad de Santiago y a corta distancia al E de la estación de Quilicura.

A principios del siglo XX se modificó esa división y se establecieron los límites de las Subdelegaciones rurales que pertenecían a distintas comunas de Santiago, entre las que se contó la vigésima cuarta Subdelegación, Huechuraba, de la sexta comuna de Recoleta. Posteriormente, bajo la presidencia de Carlos Ibáñez del Campo, en diciembre de 1927, se creó definitivamente la comuna de Conchalí, que incluyó en su territorio la subdelegación de Huechuraba.

#### Creación de la comuna
El 9 de marzo de 1981, mediante el DFL 1-3260, se creó la comuna de Huechuraba, sin embargo la Municipalidad de Huechuraba fue constituida recién el 20 de mayo de 1991 mediante el DFL 35-18992 durante el gobierno de Patricio Aylwin. Su primera alcaldesa fue Sofía Prats Cuthbert (PPD) desde el 12 de agosto de 1991 —designada por el presidente Aylwin—, siendo elegida en 1992 y 1996, gobernando hasta el año 2000 en 2 periodos consecutivos.

## Demografía
Según estimaciones el INE la comuna albergaba 83.609 habitantes en el año 2008 y 85.912 para el año 2012. 
Según el censo de 2017, la comuna tiene una población de 98.671 habitantes, de los cuales 50.549 son mujeres y 48.122 son hombres.

### Zonas urbanas
La comuna se compone de sectores heterogéneos (de preferencia, en sectores residenciales). Desde la clase socioeconómica más acomodada (ABC1) en los sectores Pedro Fontova Norte, El Carmen de Huechuraba, La Pirámide y Ciudad Empresarial, hasta la clase media y baja, particularmente en el casco antiguo de la comuna. A continuación, se mencionan algunos de los siguientes núcleos.

#### Barrio Santa Victoria y 28 de Octubre

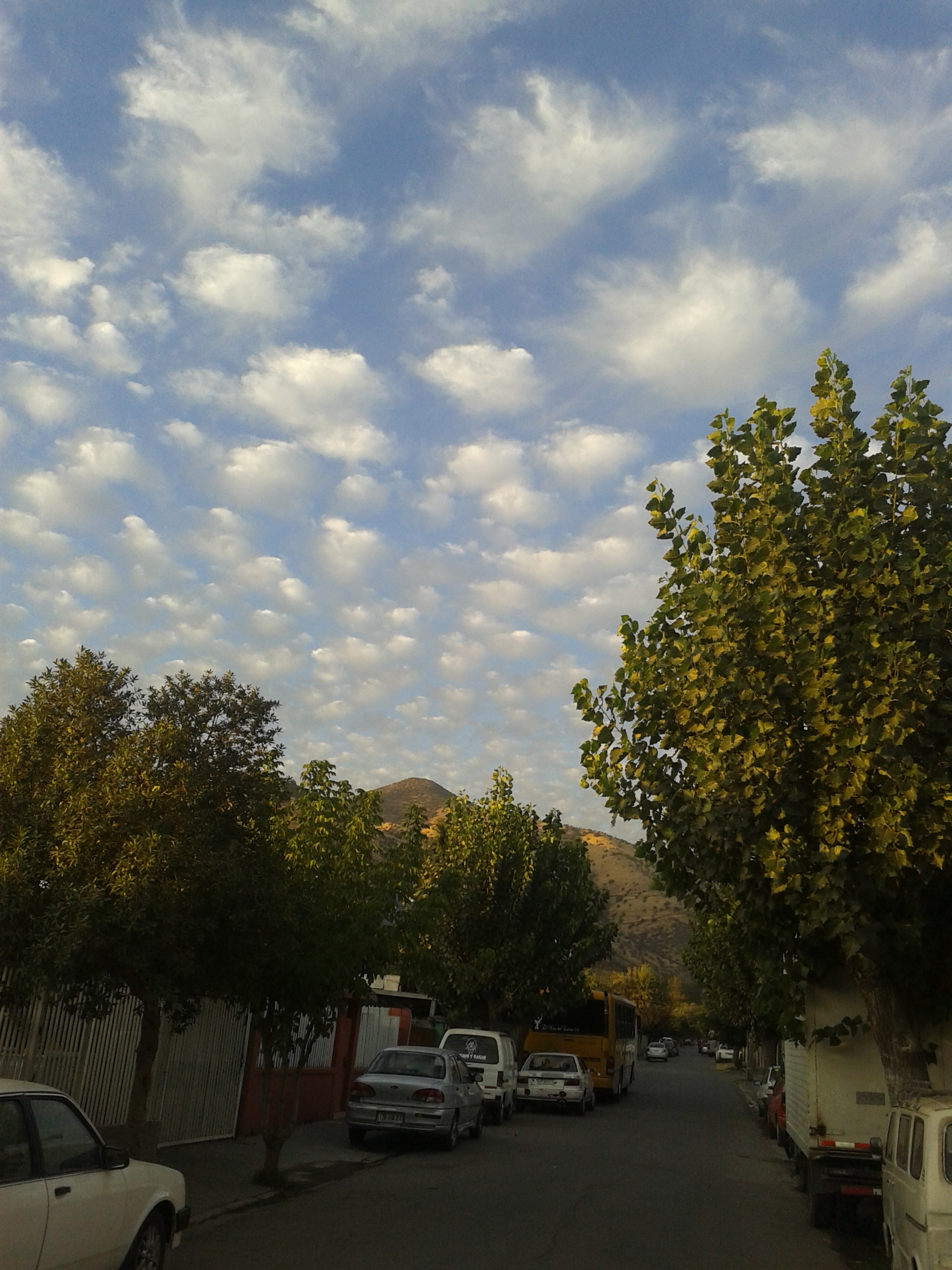
Barrio Santa Victoria.

Son los barrios tradicionales de clase media más antiguos de la comuna. Se encuentran en el sector Centro-Sur de Huechuraba. En sus inicios formaban parte de la comuna de Conchalí. Sus límites son al oriente la Av. Recoleta,  al sur la Circunvalación Américo Vespucio, al norte la Av. Guillermo Subiabre y al poniente el Parque Industrial El Rosal. 
Su eje central es la Av. Las Torres, que une este sector con la Ciudad Empresarial, y se espera que por esta arteria se una la comuna desde la futura estación de metro Los Libertadores hasta el Teleférico Bicentenario.
Ambos barrios albergan 5 colegios y 3 jardines infantiles. 3 de los colegios son particulares subvencionados, además de la escuela municipal Santa Victoria (E-128) y la escuela Santiago de Guayaquil.
Actualmente están cercanas a la estación de metro Vespucio Norte, al centro cívico de la comuna, el complejo industrial "El Rosal", una SuperBodega aCuenta y del barrio Valle Vespucio Norte.

#### Villa Wolf
Ubicado entre Av. Los Cerezos, Av. Los Nogales, Av. Recoleta y Punta Mocha, esta villa está emplazada en el sector oriente, es una villa fundada el 20 de agosto de 1959 por matrimonios jóvenes y familias provenientes en su mayoría del sector La Pincoya 1. Se caracteriza por familias de nivel económico medio; se cuentan con diversos parques a la orilla del cerro , una multicanchas , la capilla San Francisco de Asís y una cancha de skate en Av. Los Nogales con Recoleta. 

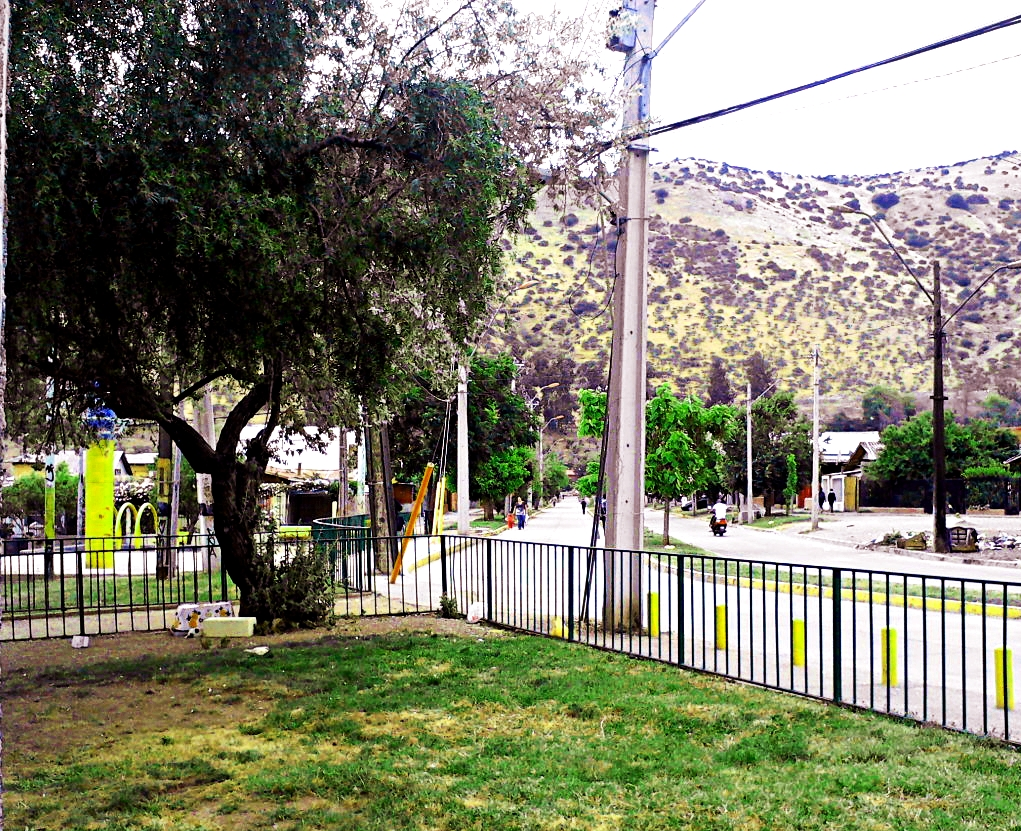
Plaza Av. Los Nogales, al norte de la Villa Woolf.

#### Villa Pablo Neruda
Vecina de la Villa Woolf, es conocida por su ambiente comerciante los días miércoles y sábados (feria) también por tener la sede de la juventud actual.

### Villa Valle Verde
Ubicada junto a la Villa Los Libertadores, consta de 2 tramos separada por un gran bandeja central de dos calzadas cada una, destacándose por la amplia vegetación que incluye palmeras plantadas, consta de casas de uno y dos pisos y data del año 1994.

#### El Carmen de Huechuraba
Ubicado casi al final de Avenida Pedro Fontova Norte, en el sector poniente de Huechuraba. Es el primer sector residencial para familias de altos ingresos, correspondiente al grupo socioeconómico ABC1. Estos barrios exclusivos fueron creados a mediados de la década de 1990, ideados principalmente para personas jóvenes y profesionales provenientes de comunas del sector oriente de Santiago, con casas que bordean entre las 7.000 y 30.000 UF. Para llegar a este sector, Red Metropolitana de Movilidad dispone de los servicios B08 (desde el sector Lo Marcoleta, en Quilicura) y B16 (desde la Estación Intermodal Vespucio Norte).

#### Santa Marta de Huechuraba
Sector similar a El Carmen de Huechuraba. Sus habitantes pertenecen mayoritariamente al grupo socioeconómico ABC1. Se emplaza en el sector poniente de la comuna, ubicado principalmente en los alrededores de la Avenida Santa Marta de Huechuraba (Antiguamente llamada «Camino Santa Marta de Huechuraba»).

#### Villa Esperanza
Anteriormente conocida con el nombre del sector Santa Rosa de Huechuraba, fue fundada a principios de la década de 1960 por sus primeros comuneros. Está ubicada en el sector poniente de la comuna. Es el único sector residencial de la Avenida Pedro Fontova Norte, que no es homogéneo en relación con los condominios que la rodean. Su población es de aproximadamente 2.000 personas.

#### Villa Los Libertadores
Este sector comprende desde el Mall Plaza Norte a la Autopista General San Martín (Ruta Chica, camino a Colina, Chicureo, Los Andes). Se ubica en el sector poniente de Huechuraba. Son familias de clase socioeconómica C2 (Media) y C3 (Media-Baja). Su principal núcleo urbano de habitantes es la Villa Los Libertadores, cuyo acceso principal es a través de la cartera de la Autopista General San Martín (Ruta Chica).

#### Ciudad Empresarial

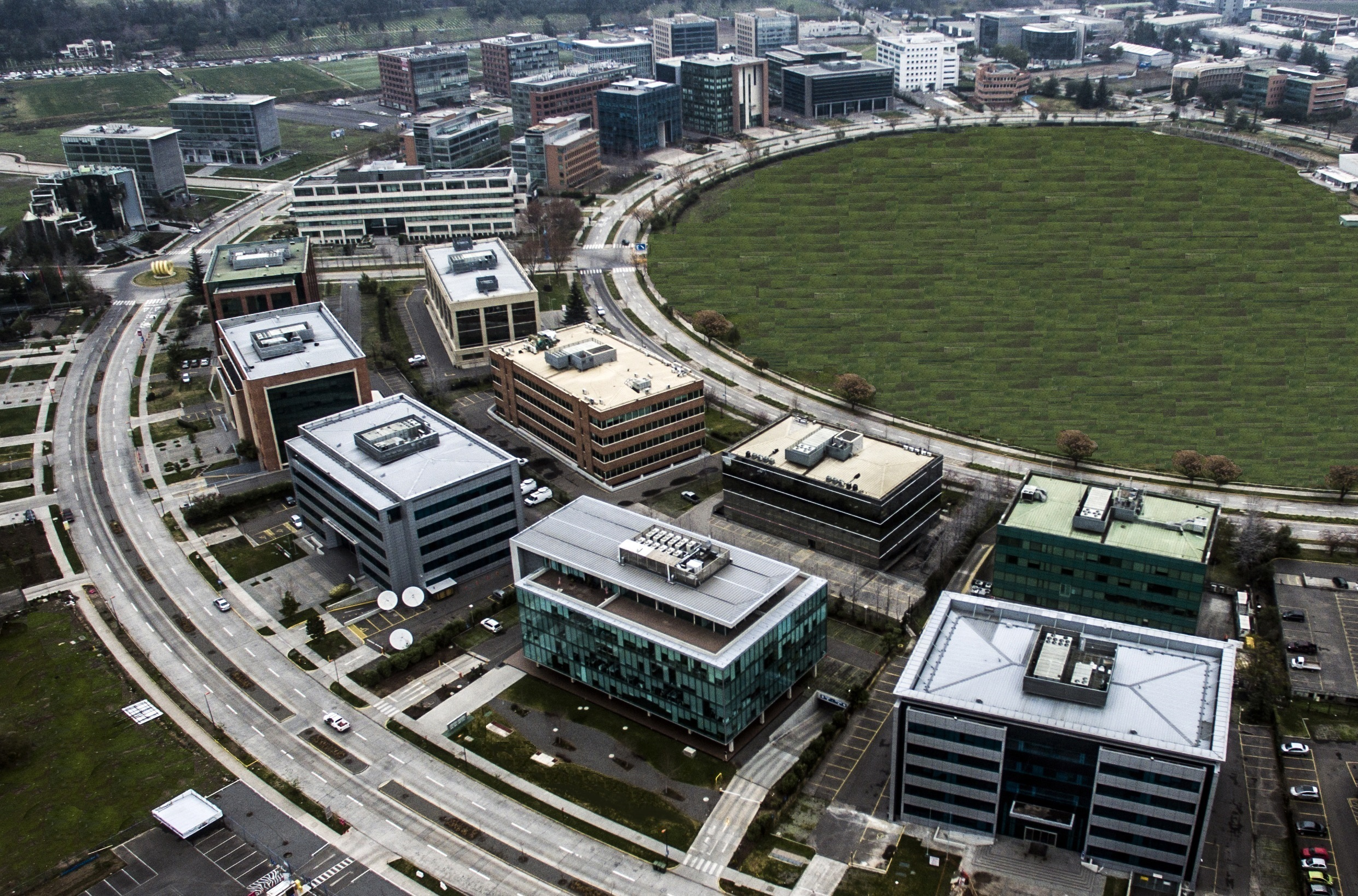
Vista aérea de Ciudad Empresarial.

Es el principal parque de negocios de Chile. Se ubica en el sector oriente de Huechuraba, con una ubicación estratégica en el límite con el Sector nororiente de Santiago, colindante con las comunas de Vitacura, Las Condes y Providencia, con una buena conectividad, moderna infraestructura, gran cantidad de servicios y extensas áreas verdes.
En este núcleo empresarial único en el país, hay aproximadamente 1000 empresas y más de 30.000 trabajadores. Coexisten armoniosamente conjuntos educacionales con grandes instalaciones empresariales y zonas residenciales para grupos socioeconómicos de altos ingresos entre los cuales se encuentran los condominios Laguna de La Pirámide y Bosques de La Pirámide. Debido al explosivo crecimiento inmobiliario en el sector, hay diversos proyectos de alto nivel en construcción entre los que destacan el Conjunto Huechuraba de Grupo Plante, Condominio Vitacura y los condominios Parque Riesco y Parque Los Almendros.
Recientemente, se instaló la Facultad de Economía y Empresa de la Universidad Diego Portales, siendo el primer campus empresarial del país. De esta forma se relaciona con los cientos de empresas que hay en el lugar, permitiendo a los ejecutivos realizar estudios de postgrado cerca de sus lugares de trabajo.

#### Población La Pincoya
Fundada oficialmente en el año 1969, es un sector de fuerte identidad popular en el extremo norte de la comuna, agrupando a un número de poblaciones y villas tales como Villa Pablo Neruda, Villa El Rodeo, Villa Wolf, Población Última Hora y Patria Nueva.
La Pincoya nació a partir de distintas modalidades de ocupación. El casco principal de la población se consolidó a finales de los años 60 con tomas de terreno por pobladores de la entonces comuna de Conchalí (reconociéndose como una de sus más célebres activistas Herminia Concha Gálvez), así como proyectos de vivienda social impulsados por los gobiernos de Eduardo Frei Montalva y Salvador Allende.
Con el golpe militar de 1973, el sector debió enfrentar una dura represión debido al compromiso político de muchos de sus pobladores en la lucha contra el gobierno de Pinochet, lo que afectó en particular al Campamento Pablo Neruda, que debió cambiar de nombre, transformándose por orden del gobierno en La Pincoya.

#### Valle Vespucio Norte
Conjunto residencial de clase media (C2) ubicado en el sector centro-sur de la comuna, cercano a la estación Vespucio Norte del metro de Santiago. En es barrio se encuentra un supermercado aCuenta, además de una excelente conectividad hacia la Autopista Vespucio Norte y con Ciudad Empresarial, a través de la Avenida Santa Clara.

## Medio ambiente

### Geomorfología y componentes abióticos

Trazado simplificado de los ecosistemas y cuerpos de agua presentes en la comuna de Huechuraba.

La comuna de Huechuraba se encuentra emplazada en la unidad geomorfológica de Cuenca de Santiago; y se inserta dentro de la intercomunal norte de Santiago, que se caracteriza por constituir un ámbito natural delimitado físicamente por el cordón de Manquehue por el norte, el río Mapocho por el sur, el cordón del cerro San Cristóbal por el oriente y los cerros de Renca por el poniente.
Presenta según la clasificación climática de Köppen clima mediterráneo de lluvia invernal (Csb), clima mediterráneo de lluvia invernal de altura (Csb (h)) y clima semiárido de lluvia invernal (BSk (s)). Esta además se halla en la cuenca hidrográfica de río Maipo. La comuna no posee cuerpos de agua de origen natural.

### Componentes bióticos
Dentro del territorio de la comuna se pueden hallar los siguientes ecosistemas:   
- Bosque esclerófilo mediterráneo andino donde predominan Quillaja saponaria y Lithrea caustica (Vulnerable)
- Bosque espinoso mediterráneo andino donde predominan Acacia caven y Baccharis paniculata (Vulnerable)
- Bosque espinoso mediterráneo interior donde predominan Acacia caven y Prosopis chilensis (Vulnerable)

### Medidas de protección ambiental y conflictos socioambientales
Hasta 2022, la comuna de Huechuraba cuenta con un área territorial destinada a la protección ambiental:  
- Colina-Lo Barnechea (Sitios ERB)[20]

## Administración

### Municipalidad

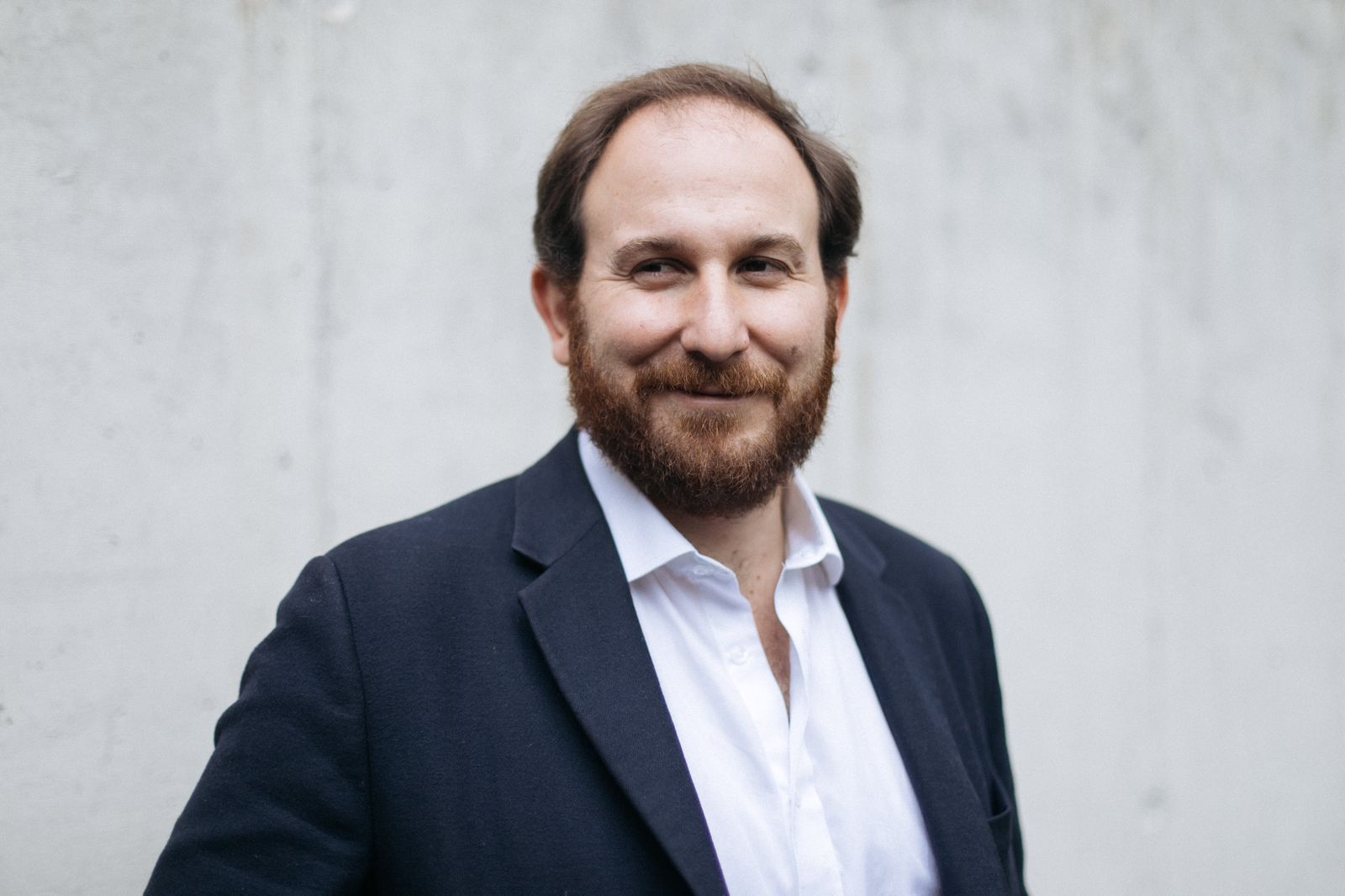
Max Luksic, alcalde para el período 2024-2028.

La Municipalidad de Huechuraba para el período 2024-2028 es dirigida por el alcalde Maximiliano Luksic Lederer (Ind./UDI), mientras que los concejales son:
- Jorge Arancibia Labraña (REP)
- Fresia Hernández Bravo (FA)
- Bárbara Plaza Escobar (PCCh)
- Humberto Allendes Olivares (Evópoli)
- Elisa Kaelin Tello (Ind./PL)
- Fernando Pérez Navarro (RN)
- Genaro Román Zamorano (PPD)
- Javiera Jiménez Palomo (PS)

### Representación parlamentaria
Huechuraba pertenece al Distrito Electoral n.º 9 y a la 7.ª Circunscripción Senatorial (Región Metropolitana). Es representada en la Cámara de Diputados del Congreso Nacional por los diputados Karol Cariola Oliva (PCCh), Érika Olivera de la Fuente (DEM), Andrés Giordano Salazar (Ind/RD), Maite Orsini Pascal (RD), Jorge Durán Espinoza (RN), Boris Barrera Moreno (PCCh) y José Carlos Meza (PRCh) en el periodo 2022-2026. A su vez, en el Senado la representan Fabiola Campillai Rojas (Ind), Claudia Pascual (PCCh), Luciano Cruz Coke (EVOP), Manuel José Ossandon (RN) y Rojo Edwards (PRCh) en el periodo 2022-2030.

## Economía
En 2018, la cantidad de empresas registradas en Huechuraba fue de 5.024. El Índice de Complejidad Económica (ECI) en el mismo año fue de 1,67, mientras que las actividades económicas con mayor índice de Ventaja Comparativa Revelada (RCA) fueron Fabricación de Paneles de Yeso para la Construcción (32,96), Fabricación de Instrumentos de Óptica y Equipos Fotográficos (31,27) y Alquiler de Bicicletas y Artículos para Deportes (28,86).

## Servicios públicos

### Universidades
- Universidad Mayor
- Universidad Diego Portales

### Institutos Profesionales
- Duoc UC Sede Plaza Norte

### Colegios municipales
Listado de centros:
- Centro Educacional Huechuraba
- Escuela Santa Victoria
- Escuela Las Canteras
- Escuela General Carlos Prats González
- Escuela Santiago de Guayaquil
- Escuela Adelaida La Fetra
- Centro Educacional Ernesto Yáñez Rivera

### Colegios particulares subvencionados
- Centro Educacional José Abelardo Nuñez N°3
- Nuevo Centro Educacional José Abelardo Nuñez
- Colegio Mater Dolorosa
- Colegio Especial Trigal de Huechuraba
- Santa Teresa de Jesús de Los Andes
- Instituto Educacional Padre Alberto Hurtado

### Colegios particulares pagados
- Saint Joseph School
- San Francisco Javier de Huechuraba
- Colegio Pumahue
- Grace College
- Montahue
- Lincoln College Huechuraba

## Cultura

### Patrimonio

#### Villa Conchalí
Históricamente las tierras ubicadas al norte de la circunvalación de Américo Vespucio fueron destinadas a actividades agrícolas y vitivinícolas, siendo la Viña Conchalí una de las más importantes en la producción de vinos de la región. Su historia se remonta a mucho antes de 1878 (fue parte de la gran estancia de la familia Ahumada, en los siglos XVII y XVIII), pero fue en ese último año año (Conservador Bs. Raíces Stgo, 1878, N.º 884) y posteriormente en 1880 (ibíd., Nº605), cuando el dr. José Joaquín Aguirre remata y compra , de Juan Barra 1.º y después de Arsenio Salas, el "Fundo Conchalí", que habría constado de más de 570 hectáreas, y que habría sido refundado en 1878 como Villa Conchalí. Su administración fue entregada a su hija Juana Rosa Aguirre Luco [cita requerida], quien junto a sus hermanos, Joaquín y Teresa, continuaron con la misión de producir los mejores vinos de la zona.
Un hito importante en la historia de la Villa Conchalí fue la unión matrimonial de Juana Rosa Aguirre Luco y su primo Pedro Abelino Aguirre Cerda, en 1916, quien posteriormente sería Presidente de Chile.

#### Casa de Nicanor Parra
Ubicada en la Rinconada El Salto, Parcela 6b. El terreno fue comprado por Nicanor Parra en 1941, donde solo existían chacras. La casona fue inspiración permanente para el poeta, quien al conocer a Ana María Molinare escribe el famoso poema “El Hombre imaginario”.[cita requerida] La casa está construida principalmente de adobillo, material que demostró su resistencia con el terremoto del 2010.

#### Casa Keymer
Durante la primera mitad del Siglo XX, lo que se conoce como el casco histórico de la comuna correspondía a terrenos de la Viña Conchalí, y en parte, a terrenos del fundo “El Rosal”, perteneciente al explorador minero y banquero José Santos Ossa. En este sector, la familia Aguirre tenía gran importancia. Su presencia se manifestaba en distintas generaciones, una de ellas habitó la conocida “casa Keymer”.
Josefina Aguirre Somarriva, nieta del connotado doctor José Joaquín Aguirre, dueño del fundo Conchalí, contrajo matrimonio con el médico Eduardo Keymer Fresno.
La casa de la familia Keymer gozaba de una tranquilidad significativa, con un paisaje eminentemente rural. Al norte y al este se encontraban las innumerables plantaciones de la Viña Conchalí. Al sur y al oeste limitaba con el fundo El Rosal. Su principal acceso era a través de la actual calle Recoleta, importante vía de tránsito que llegaba hasta el centro de la ciudad, donde el doctor Eduardo Keymer tenía su consulta.
La pérdida progresiva del paisaje rural y el aumento de la población llevan al Dr. Keymer y a su familia a donar la propiedad, en la segunda mitad de la década de 1960, para la instalación de un centro de salud. Posteriormente, a un costado de la Casa Keymer, se construye el Consultorio La Pincoya. Dicha infraestructura, declarada patrimonio histórico de la comuna, es hoy la Alcaldía de Huechuraba.[cita requerida]

#### Plaza Cívica y Memorial
Cerca de treinta personas desaparecieron o fueron ejecutadas en Huechuraba por su resistencia a la dictadura militar.[cita requerida] Con la llegada de la democracia, el antiguo retén de Carabineros de Chile fue demolido y cambiado al lado poniente de Avenida Recoleta, construyéndose en ese lugar la Plaza Cívica de Huechuraba. En ese espacio, en memoria de los habitantes de la comuna caídos durante la dictadura, se construyó este memorial.

#### Palacio Pío Díaz de Valdés (Entremuros)
El valor cultural de esta residencia radica en que habría pertenecido a prominentes personajes de la historia del país.
En total, entre 5 y 6 casonas se habrían construido a lo largo de los años en este terreno, sobre las ruinas de la original, que habría sido habitado por primera vez por uno de los conquistadores que llegaron al valle del Mapocho en 1540, junto a Pedro de Valdivia, explicó Juan Carlos Arellano, investigador histórico y miembro de la Sociedad Chilena de Historia y Geografía, a La Tercera.
Así habría sido como llegó a las manos de Bartolomé Blumenthal, cuyo apellido se tradujo como "Flores" al español, quien fue bisabuelo de Catalina de los Ríos y Lisperguer, también conocida como "La Quintrala".
Generaciones más tarde, la propiedad que pertenecía a las familias Lisperguer y Ovalle fue vendida a la familia Carrera, herederos de la mujer.
A mediados del siglo XVIII la propiedad pasa a llamarse Fundo El Guanaco bajo la administración y propiedad de Absalón Cifuentes, hermano de Abdón Cifuentes, y luego a finales del siglo XVIII la propiedad pasa a don Pío Díaz de Valdés Videla y Carrera, nieto de Javiera Carrera, quien construye un palacete sobre los restos anteriores", explicó el investigador arqueológico. 
Así fue como se construyó la casona Pío Díaz de Valdés Videla y Carrera, una edificación cuyas ruinas son las que actualmente fueron restauradas como centro de eventos. 
Según los arquitectos detrás del proyecto, se conservaron los muros de las ruinas, a través de un minucioso trabajo de limpieza y retiro de la tierra acumulada durante varios años. 
También se intentó conservar la planta original de lo que alguna vez fue una imponente casona, para así, de alguna manera, mantener los vestigios de este patrimonio histórico.(https://www.latercera.com/que-pasa/noticia/una-de-las-mas-antigua-de-santiago-restauran-casona-de-500-anos-donde-vivio-la-quintrala-y-los-carrera/EE7UTJRRT5HJNHJE6DTYIG2BNI/)

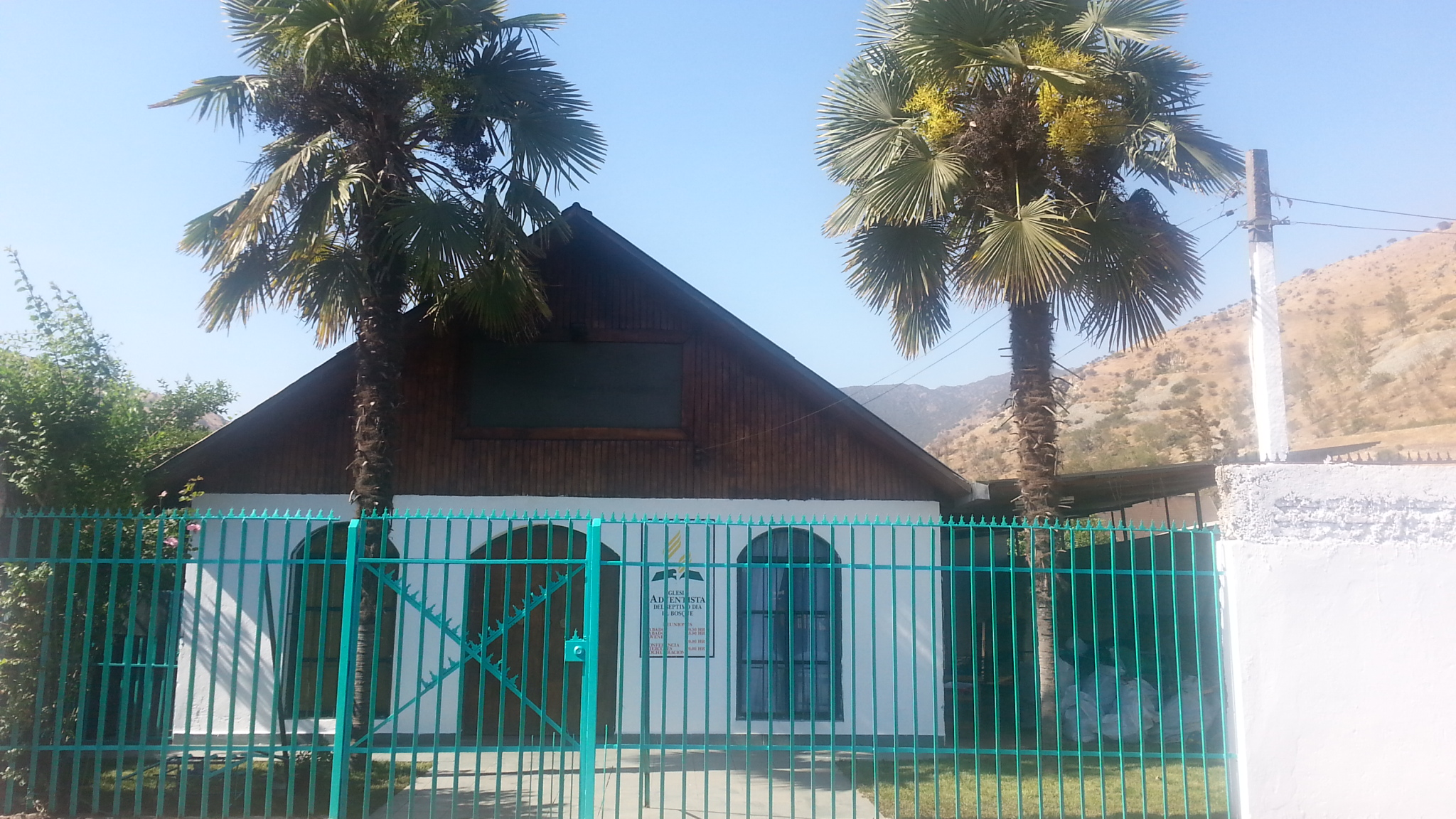
En Villa Conchalí se encuentra la Iglesia el Bosque de Huechuraba.

### Religión
En la comuna se hacen presente las diversas creencias y tendencias religiosas siendo la católica la que goza de mejor posición geográfica gracias a su templo ubicado a un costado de la plaza central, además de la Iglesia de Santa Inés de Huechuraba, inaugurada en 2012 y es el templo religioso de mayor tamaño de la comuna. Asimismo, se rescata la presencia de comunidades evangélicas y protestantes, como la Iglesia pentecostal con un templo ubicado al frente de la municipalidad, y en varios lugares de la comuna.

## Transporte

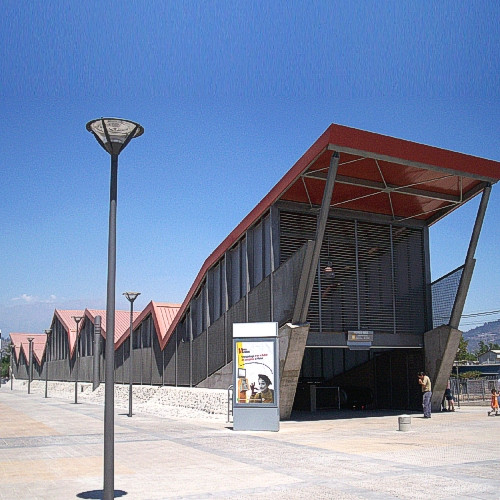
Estación Vespucio Norte, ubicada en los límites de Recoleta y Huechuraba, es la única estación operativa de la red de metro en la comuna.

Cuenta con la estación Vespucio Norte, ubicada en los límites con Recoleta, perteneciente a la Línea 2. En esta se encuentra emplazada una estación intermodal, del mismo nombre, que conecta con el sector norte de la capital. En ella se puede hacer trasbordo con buses desde y hacia sectores rurales de Colina, Chicureo, Lampa y Til-Til.
Además desde finales de enero de 2019 se agrega la estación Los Libertadores, perteneciente a la Línea 3. Esta se ubica en los límites con Conchalí y Quilicura.
Huechuraba, junto a Independencia, Conchalí, Quilicura, Renca y Recoleta, formaba parte de la Zona B del Transantiago. Hoy en día es abastecida principalmente por la Unidad de negocio 6 de esta misma red. Estos son los recorridos que pasan por la comuna:
| - 107: Ciudad Empresarial - Avenida Departamental - 107c: Ciudad Empresarial - Plaza Renca - 116: Huechuraba - Santiago Centro - 117: (M) Vespucio Norte - San Joaquín - 117c: Huechuraba - Providencia - 201: Mall Plaza Norte - San Bernardo - 203: Huechuraba - La Pintana - 208: Huechuraba - Centro - 208c: Huechuraba - (M) Zapadores - 214: Los Libertadores - Santa Olga - 219e: (M) La Cisterna - Ciudad Empresarial - 230: Los Libertadores - Centro | - 272: Los Libertadores - Ciudad Empresarial - B02: Camino Punta Mocha - Mapocho - B02n: Huechuraba - Plaza Italia - B05: Barrio San Ignacio - Los Libertadores - B08: Lo Marcoleta - Mall Plaza Norte - B10: Villa Los Libertadores - (M) Cerro Blanco - B14: Mapocho - El Salto - B16: El Carmen - (M) Vespucio Norte - B19: El Rosal - Juanita Aguirre - B22: Palacio Riesco - Urmeneta - B36: (M) Los Libertadores-(?) - B36: Pedro Fontova Norte - (M) Los Libertadores - C06: Ciudad Empresarial - Vital Apoquindo - C18: (M) Escuela Militar - Ciudad Empresarial |

### Conectividad vial
Los accesos de conectividad vial en Huechuraba fundamentalmente son: Autopista Radial Nororiente, Autopista Vespucio Norte Expresa, Autopista General San Martín y Túnel San Cristóbal.

#### Autopista Radial Nororiente
Esta autopista urbana cuenta con una longitud de 22 kilómetros que conectan el Puente Centenario (en el sector de La Pirámide) con la Carretera General San Martín y la Ruta 5 Norte, constituyéndose una alternativa de ingreso y salida de vehículos hacia y desde el norte de Santiago. Además, fue implementada como solución vial para los nuevos sectores habitacionales de Colina (Piedra Roja, Hacienda Chicureo, Las Brisas, Los Polos, entre otros), reduciendo a menos de la mitad los tiempos de circulación actuales (de 45 a 20 minutos aproximadamente) al redistribuir los flujos vehiculares, descongestionar la Ruta 5 Norte y la Avenida Américo Vespucio, vías que reciben actualmente la carga del flujo tanto hacia Colina como al norte, provocando serias aglomeraciones en horas punta y temporadas altas.
Es la quinta autopista urbana de Santiago y una de las principales vías de la Región Metropolitana, dado que beneficia a más de 500.000 personas. Las comunas beneficiadas son: Colina (el sector de Chicureo), Huechuraba y Vitacura. En la zona de Huechuraba se encuentran los 3 túneles: el túnel Montevideo (de 1,6 kilómetros de longitud) y los dos túneles Manquehue (800 metros de largo).

#### Autopista Vespucio Norte

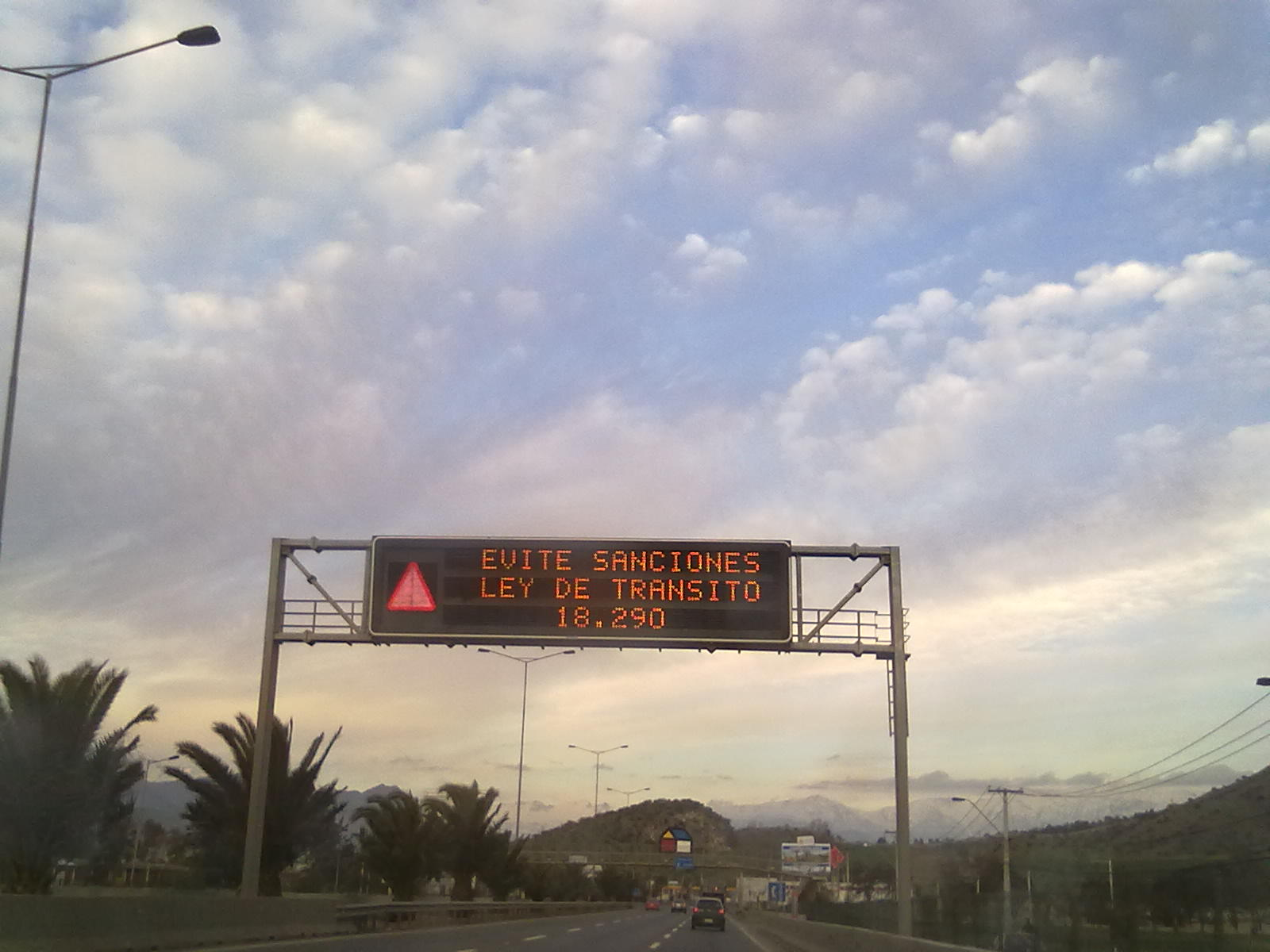
Autopista Vespucio Norte a la altura de Quilicura.

Esta autopista urbana cuenta con una inversión de 320 millones de dólares. Conecta el sector de El Salto (límite oriente de Huechuraba y Recoleta) con la Ruta 5, a través de la Avenida Circunvalación Américo Vespucio. Contempla una longitud de 29 kilómetros de doble calzada, 25,5 kilómetros de calles de servicio, cuatro puentes, 20 estructuras entre pasos a desnivel y enlaces, 25 pasarelas peatonales, 22 paneles de señalización variable y vallas migratorias de vías expresas en toda su longitud. Permite a los vecinos de Huechuraba desplazarse al oriente hacia las comunas de Vitacura, Las Condes y Lo Barnechea.

#### Autopista General San Martín
También conocida como Autopista Los Libertadores, es la carretera que une la Región de Valparaíso y la Región Metropolitana, en el Valle Central de Chile, desde Santiago de Chile hasta Los Andes. Entre sus obras, destaca el Túnel Chacabuco. En la región Metropolitana, recorre las comunas de Huechuraba y Colina.

#### Túnel San Cristóbal
El Túnel San Cristóbal, también llamado Túnel El Saltamontes o Variante Vespucio Saltamontes, consiste en un sistema de dos túneles paralelos que cruzan en sentido norte-sur el Parque Metropolitano de Santiago de Chile, conectando las comunas de Providencia y Huechuraba. Se puede recorrer en un tiempo de entre 3 y 5 minutos, lo que facilita el desplazamiento de los santiaguinos en automóvil al optimizar los viajes dentro de la capital. El Túnel que descarga hacia el norte en Huechuraba lo hace en Autopista Vespucio Norte Express, conectándose con la bajada de La Pirámide. La descarga hacia la zona oriente, por su parte, se hará en dos sentidos, uno hacia el Eje Kennedy de la Autopista Costanera Norte y otro por Avenida El Cerro, evitando así la subida de La Pirámide, que hoy se ve colapsada.